# Mongeta azuki
L'azuki (Vigna angularis) アズキ en japonès, també transliterat com adzuki o aduki, és una espècie de planta anual enfiladissa dins la família fabàcia però no del gènere Phaseolus de les mongetes comunes sinó del gènere Vigna. Es cultiva molt a l'Àsia oriental i l'Himàlaia per les seves llavors que fan uns 5mm de llargada. En la gastronomia asiàtica aquesta mongeta es menja endolcida, la pasta bullida amb sucre es diu an i és un ingredient comú. En xinès els noms populars hongdou i chidou signifiquen mongeta vermella, ja que aquest és el color que predomina en les varietats xineses. Les mongetes azuki tenen molta fibra i són altes en proteïna, carbohidrats complexos i ferro.
Per les proves genètiques es creu que aquesta espècie primer va ser domesticada a l'Himàlaia. A Corea i nord-est de la Xina es va conrear després de l'any 1000 de la nostra era. Més tard va ser portada al Japó on s'ha acabat convertint en el segon llegum més popular després de la soia. L'anpan, una pasta dolça farcida amb pasta de mongeta azuki, és molt popular al Japó. 

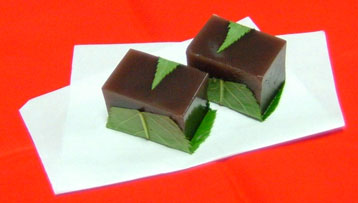
Yōkan és unes postres fetes de pasta de mongeta azuki, agar-agar i sucre